# St. Hubertus (Etzweiler)
Die Kirche St. Hubertus war die römisch-katholische Pfarrkirche des Ortsteils Etzweiler der Stadt Elsdorf (Rheinland) im Rhein-Erft-Kreis (Nordrhein-Westfalen).

## Geschichte
Die Kirche St. Hubertus wurde in den Jahren 1787 bis 1788 im Baustil des Barock errichtet, da den Etzweiler Bürgern der Weg zur Pfarrkirche nach Berrendorf zu beschwerlich geworden war. Gestiftet wurde das Gotteshaus von Engelbert Panzer. Am 26. August 1846 wurde die Kirche durch das Erdbeben von Tollhausen stark beschädigt. Im Jahr 1890 wurde die kleine Saalkirche um ein Querschiff und einen neuen Chor nach Plänen des Kölner Architekten Franz Statz erweitert. Im Februar 1945 wurde die hölzerne Turmspitze durch Artilleriebeschuss abgeschossen. Diese wurde nach dem Krieg wieder durch eine hölzerne ersetzt, die jedoch eine andere Form aufwies. Im Jahr 2000 wurde die Kirche entwidmet, da der gesamte Ort wegen des Tagebaus Hambach weichen musste. Am 24. September 2002 ist die Kirche schließlich abgerissen worden. Als Ersatz für die Kirche wurde in Neu-Etzweiler eine neue Hubertus-Kapelle errichtet. Die Inneneinrichtung der alten Kirche fand zum großen Teil wieder Verwendung in der neuen Kapelle. Der alte hölzerne Turmaufsatz der alten Kirche wurde ebenfalls als Turmaufsatz der neuen Kapelle verwendet und vor 2002 von der alten Kirche abmontiert.

## Glocken
| Nr. | Name | Durchmesser (mm) | Masse (kg, ca.) | Schlagton (HT-1/16) | Gießer | Gussjahr        |
| 1   | –    | 568              | 130             | fis″ -8             | –      | 12. Jahrhundert |
| 2   | –    | 401              | 45              | c′′′ -2             | –      | 15. Jahrhundert |

Die 1. Glocke ist eine Zuckerhutglocke und eine der ältesten Glocken der Region. Beide Glocken befinden sich seit dem Abriss der Kirche im neuen Glockenturm der Hubertus-Kapelle in Neu-Etzweiler.